# Ninibeth Leal
Ninibeth Beatriz Leal Jiménez (Maracaibo, Venezuela, 26 de noviembre de 1971) es una empresaria venezolana y  es la cuarta mujer de Venezuela en ganar el concurso de Miss Mundo en 1991, celebrada en Atlanta, Georgia, Estados Unidos.
La australiana Leanne Buckle y la sudafricana Diana Tilden-Davis, fueron sus competidoras. Jamaica (Sandra Foster) y Namibia (Michelle McLean, Miss Universo 1992) fueron las otras dos finalistas. Leal tuvo una corta carrera como modelo y actriz de cine.

## Vida personal
Finalmente se casó con un modelo australiano. Ahora es una ciudadana australiana, que reside en ese país con su marido, Travers Beynon y dos hijos, Luciana y Valentino.